# 체인드 에코즈
《체인드 에코즈》(Chained Echoes)는 마티아스 린다가 개발하고 덱13이 배급한 2022년 롤플레잉 비디오 게임이다. 리눅스, macOS, 윈도우, 닌텐도 스위치, 플레이스테이션 4, 플레이스테이션 5, 엑스박스 원 및 엑스박스 시리즈 X/S 플랫폼으로 제작돼 2022년 12월 8일 출시됐다.
1990년대 일본 롤플레잉 게임에 영향을 받아 턴제 전투, 16비트 화풍과 다인물 서사구조를 띤 것이 특징이다. 발란디스 대륙을 무대로 세 왕국간의 백 년이 넘는 전쟁을 종식시키기 한 모험가 일행의 이야기를 그렸다.
출시 당시 《체인드 에코즈》는 고전의 롤플레잉 게임을 현대에 맞춰 개선해 재현한 점으로 전폭적인 호평을 받았다.

## 반응
《체인드 에코즈》는 발매 당시 리뷰 애그리게이터 웹사이트 메타크리틱에서 윈도우, 닌텐도 스위치 및 엑스박스 시리즈 X/S판이 "전폭적인 호평"을 받았다. 플레이스테이션 4판은 "대체적으로 긍정적인 평가"를 받았다.